# Anoplodactylus arnaudae
Anoplodactylus arnaudae is een zeespin uit de familie Phoxichilidiidae. De soort behoort tot het geslacht Anoplodactylus. Anoplodactylus arnaudae werd in 1978 voor het eerst wetenschappelijk beschreven door Stock. 